# شتيفان فويجت
شتيفان فويجت (بالألمانية: Stefan Voigt)‏ (و. 1962  م) هو اقتصادي، وأستاذ جامعي ألماني، ولد في هامبورغ.